# Владимир Джаферов
Владимир Стоянов Джаферов е български политик, деец на Демократическата партия.

## Биография
Джаферов е роден 21 август 1948 година в Свети Врач, България. Завършва инженерство. Става член на Демократическата партия. В 1990 година е избран за депутат в VII велико народно събрание, а на следната 1991 година - в XXXVI народно събрание с листата на Съюза на демократичните сили. В 1997 година отново е депутат от Народния съюз. Главен секретар е на Демократическата партия. В 2001 година отново е избран за депутат в XXXIX народно събрание.
Умира на 18 ноември 2008 година.